# Supercoupe du Japon de football 2010
Navigation
Édition précédente Édition suivante
L'édition 2010 de la Supercoupe du Japon est la 17e de la Supercoupe du Japon et se déroule le 27 février 2010 au Stade olympique national à Tokyo au Japon.
Les règles du match sont les suivantes : la durée de la rencontre est de 90 minutes, puis, en cas de match nul, les deux équipes se départageront directement lors d'une séance de tirs au but.
Le match oppose le Kashima Antlers, vainqueur de la J League 2009, face au Gamba Osaka, vainqueur de la Coupe du Japon 2009.

## Feuille de match
| Kashima ·           |                  |     |
| Titulaires :        |                  |     |
|                     |                  |     |
| 21                  | Hitoshi Sogahata |     |
| 02                  | Atsuto Uchida    |     |
| 03                  | Daiki Iwamasa    |     |
| 14                  | Lee Jung-soo     |     |
| 07                  | Toru Araiba      |     |
| 08                  | Takuya Nozawa    |     |
| 06                  | Koji Nakata      | 82e |
| 40                  | Mitsuo Ogasawara |     |
| 11                  | Fellype Gabriel  | 65e |
| 13                  | Shinzo Koroki    |     |
| 18                  | Marquinhos       |     |
|                     |                  |     |
| Remplaçants :       |                  |     |
| 01                  | Tetsu Sugiyama   |     |
| 19                  | Masahiko Inoha   |     |
| 15                  | Takeshi Aoki     | 82e |
| 05                  | Gilton Ribeiro   |     |
| 25                  | Yasushi Endo     | 65e |
| 09                  | Yuya Osako       |     |
| 17                  | Ryuta Sasaki     |     |
|                     |                  |     |
| Entraîneur :        |                  |     |
| Oswaldo de Oliveira |                  |     |

| Gamba ·       |                   |     |
| Titulaires :  |                   |     |
|               |                   |     |
| 01            | Yosuke Fujigaya   |     |
| 21            | Akira Kaji        |     |
| 04            | Kazumichi Takagi  |     |
| 28            | Shunya Suganuma   |     |
| 13            | Michihiro Yasuda  |     |
| 09            | Lucas Severino    |     |
| 07            | Yasuhito Endo     |     |
| 27            | Hideo Hashimoto   |     |
| 10            | Takahiro Futagawa |     |
| 18            | Cho Jae-jin       |     |
| 14            | Shoki Hirai       | 62e |
|               |                   |     |
| Remplaçants : |                   |     |
| 19            | Kohei Kawata      |     |
| 02            | Sota Nakazawa     |     |
| 06            | Takumi Shimohira  |     |
| 23            | Takuya Takei      |     |
| 08            | Hayato Sasaki     |     |
| 33            | Takashi Usami     | 62e |
| 32            | Shohei Otsuka     |     |
|               |                   |     |
| Entraîneur :  |                   |     |
| Akira Nishino |                   |     |

| Kashima ·           |                  |     |
| Titulaires :        |                  |     |
|                     |                  |     |
| 21                  | Hitoshi Sogahata |     |
| 02                  | Atsuto Uchida    |     |
| 03                  | Daiki Iwamasa    |     |
| 14                  | Lee Jung-soo     |     |
| 07                  | Toru Araiba      |     |
| 08                  | Takuya Nozawa    |     |
| 06                  | Koji Nakata      | 82e |
| 40                  | Mitsuo Ogasawara |     |
| 11                  | Fellype Gabriel  | 65e |
| 13                  | Shinzo Koroki    |     |
| 18                  | Marquinhos       |     |
|                     |                  |     |
| Remplaçants :       |                  |     |
| 01                  | Tetsu Sugiyama   |     |
| 19                  | Masahiko Inoha   |     |
| 15                  | Takeshi Aoki     | 82e |
| 05                  | Gilton Ribeiro   |     |
| 25                  | Yasushi Endo     | 65e |
| 09                  | Yuya Osako       |     |
| 17                  | Ryuta Sasaki     |     |
|                     |                  |     |
| Entraîneur :        |                  |     |
| Oswaldo de Oliveira |                  |     |

| Gamba ·       |                   |     |
| Titulaires :  |                   |     |
|               |                   |     |
| 01            | Yosuke Fujigaya   |     |
| 21            | Akira Kaji        |     |
| 04            | Kazumichi Takagi  |     |
| 28            | Shunya Suganuma   |     |
| 13            | Michihiro Yasuda  |     |
| 09            | Lucas Severino    |     |
| 07            | Yasuhito Endo     |     |
| 27            | Hideo Hashimoto   |     |
| 10            | Takahiro Futagawa |     |
| 18            | Cho Jae-jin       |     |
| 14            | Shoki Hirai       | 62e |
|               |                   |     |
| Remplaçants : |                   |     |
| 19            | Kohei Kawata      |     |
| 02            | Sota Nakazawa     |     |
| 06            | Takumi Shimohira  |     |
| 23            | Takuya Takei      |     |
| 08            | Hayato Sasaki     |     |
| 33            | Takashi Usami     | 62e |
| 32            | Shohei Otsuka     |     |
|               |                   |     |
| Entraîneur :  |                   |     |
| Akira Nishino |                   |     |